# Линейные корабли типа Alfred
Линейные корабли типа Alfred — четыре линейных корабля третьего ранга, построенных для Королевского флота сэром Джоном Уильямсом. Данный тип кораблей был увеличенным вариантом более раннего проекта Уильямса — типа Royal Oak. Корабли обоих типов относились к так называемым «обычным 74-пушечным кораблям», неся на верхней орудийной палубе 18-фунтовые пушки.

## Корабли
- HMS Alfred[1]

Строитель: королевская верфь в Чатеме

Заказан: 13 августа 1772 года

Заложен: ноябрь 1772 года

Спущён на воду: 22 октября 1778 года

Выведен: разобран, 1814 год

- HMS Alexander[1]

Строитель: королевская верфь в Дептфорде

Заказан: 21 июля 1773 года

Заложен: 6 апреля 1774 года

Спущён на воду: 8 октября 1778 года

Выведен: разобран, 1819 год

- HMS Warrior[1]

Строитель: королевская верфь в Портсмуте

Заказан: 13 июля 1773 года

Заложен: ноябрь 1773 года

Спущён на воду: 18 октября 1781 года

Выведен: разобран, 1857 год

- HMS Montagu[2]

Строитель: королевская верфь в Чатеме

Заказан: 16 июля 1774 года

Заложен: 30 января 1775 года

Спущён на воду: 28 августа 1779 года

Выведен: разобран, 1818 год
- HMS Edgar также был заказан 16 июля 1774 года как один из кораблей типа Alfred, но 25 августа 1774 года тип корабля был изменен, и он вступил в строй как один из кораблей типа Arrogant[3].